# Usora i Soli
Usora i Soli, područje u sjeveroistočnoj Bosni u srednjem vijeku koje je nerijetko na čelu imalo svog posebnog bana. Usora je obuhvaćala ne samo poriječje rijeke Usore, nego i sav kraj oko donjeg toka Bosne s gradovima Dobojem, Doborom, Tešnjem i Srebrenikom, tj. od Kulaša i Prnjavora na zapadu, Srebrenika i Lukavca na istoku, rijeke Save na sjeveru i Žepča na jugu. na sjeveru današnje Bosne i Hercegovine.  Kraj oko Tuzle (turski "tuz" znači sol) nazivao se uvijek Soli i širio sve do rijeke Save i Drine.

## Rani srednji vijek
Usora i Soli prostirale su se najvećim dijelom onim krajem, koji je nekad spadao rimskoj provinciji Panoniji. Pripadali su državi Braslava i Ljudevita Posavskog, slavenskih ili posavsko-hrvatskih knezova one oblasti, koja se Panonijom protezala. Nakon ujedinjenja dviju hrvatskih kneževina u vrijeme kralja Tomislava, bile su u sastavu samostalne hrvatske države.
Poslije Tomislavove smrti slijedi razdoblje turbulencija u kojem se izmjenjuju intervali kratkotrajne srpske, bugarske, bizantske i hrvatske vlasti. U djelu O upravljanju carstvom, bizantski car pisac Konstantin Porfirogenet prvi put spominje grad Salines, što neki povjesničari tumače kao prvi spomen naziva Soli. Alternativna tumačenja su Slatina u današnjoj zapadnoj Srbi.
Naziv Ad Salinas latinskog je porijekla što bi potvrđivalo kontinuitet naseljenog mjesta od rimskih vremena. Ovo je područje za njih bilo važno kako za eksploataciju soli tako i zbog strateškog položaja.
U svom djelu, Porfirogenet govori kako je grad Soli (Salines) bio pod vlašću srpskog kneza Časlava. Međutim, dobar dio povjesničara je odbacio tu tvrdnju jer je prvobitna Srbija bila relativno mnogo udaljena od područja Soli. Pretpostavlja se da je vjerojatno prilikom pohoda Časlava protiv Ugara, Časlav uspio privremeno zauzeti Soli.
Nakon smrti Časlava, na područjima Soli su se izmjenjivale ugarska, hrvatska, bugarska i bizantska vlast. Od vremena kada su Ugri zavladali župama,malenim kneževinama Usore i Soli, te ih ustrojili kao banovine. Iz povijesnih se izvora vidi kako su Ugri spojili ove dvije banovine u jedno, Usorsko vojvodstvo, iako se kao naziv često koristio i Usora i Soli. Tako će se kroz cijeli razvijeni srednji vijek područje današnje sjeveroistočne Bosne zvati tim imenom.

## Razvijeni srednji vijek
Usora i Soli se nalaze u istoj banovini s Vrhbosnom, koliko se iz dokumenata zna, za prvog poznatog bana Bosne Borića (prije 1163.). Vjerojatno su ih banu na upravljanje povjerili ugarsko-hrvatski kraljevi kao nagradu savezniku za pomoć u ratu protiv bizantskog cara Manuela. I poslije su ih više puta ugarski vladari oduzimali Vrhbosni, jer su ih uvijek smatrali kao posebni, Vrhbosni kasnije pripojeni dio Slavonije ili Ugarske.
Pravo upravljanja ovim krajevima dobivali su i drugi vrhbosanski velikaši kao što je slučaj s banom Kulinom (1180. – 1204.), koji je također upravljao Usorom i Solima. Od tog razdoblja se češće koristi naziv Usore, kao i naziv Usore sa Solima, dok same Soli kao manji teritorij. gube na važnosti. Godine 1189., Kulin je izdao čuvenu povelju Dubrovčanima, kojom im je jamčio slobodnu trgovinu po Vrhosni. Ova povelja je imala pozitivne i negativne posljedice po razvoj Soli. S jedne strane, Dubrovčani su uvozili u Vrhosnu mnogo strane robe, a izvozili vunu, kožu i stoku, što je doprinijelo razvoju trgovine.
Naročito su Dubrovčani vodili računa da nemaju konkurenciju prilikom prodaje soli u Bosni i na širem području. Iako je područje Usore sa Solima imalo prirodne resurse soli, ipak se zbog raznih političkih pritisaka Dubrovčana, sol nije eksploatirala za široku uporabu. U župi Soli nije zabilježen nijedan podatak o eksploataciji soli sve do dolaska Osmanlija na ovo područje. To ne znači da eksploatacije nije bilo. Vrlo vjerojatno je kako je eksploatacija vršena samo na lokalnoj razini što je za posljedicu imalo slabiji razvoj Usore i Soli.
U Usori su se nalazile mnoge važne tvrđave i gradovi, od kojih su najpoznatiji Doboj, Srebrenik, Dobor, Glaž, Sokol, Tešanj i Maglaj. Ona je također najčešće bila poprište bitaka između Ugarske i Bosne. U čašu, kad se velik dio bosanskog plemstva odvratio od katoličke vjere patarenstvu, usorski knez Sebislav (1236.), unuk Kulina bana, ostaje u čistoj nauci katoličkoj "kao ljiljan medu trnjem".
Usora sa Solima je bila područje od velikog značaja za Hrvatsko-ugarsku državu, kako zbog rudnog bogatstva tako i zbog strateškog položaja. Zbog toga se na ovom području osjećao veći središnji utjecaj u odnosu na banovinu Bosnu. Godine 1253., hrvatsko-ugarski kralj je razdvojio dvije banovine na: bosansku i usorsku. Župa Soli je ponekad bila u vlasti mačvanskog bana. Kralj je često plemićku vlast u župi Soli dodjeljivao drugim velikašima. Kralj Ladislav je dodijelio Usoru sa Solima svom zetu, srpskom kralju Dragutinu.
Uopće za čitavo vrijeme srednjeg vijeka, za svih njezinih banova i kraljeva, Soli, a još više Usora kao veća cjelina, javljaju se samo kao ugarsko-hrvatske oblasti ili kao vrhbosanske, a nikad, ni u jednom dokumentu, kao srpske ili barem kao takve, koje su nekada pripadale Srbiji. Čak i za vrijeme srpskog kralja Dragutina, koji kao zet ugarskog kralja Ladislava IV. dobiva po mirazu vladu u Solima, Usori, Srijemu i Mačvi (1282. – 1314.) spominju se prva dva predjela kao zemlja "bosanskaja i ugr'skaja", a nipošto kao "serbskaja".
Početkom 14. stoljeća, kralj je Usoru sa Solima predao na upravu banu Bosne. U darovnoj povelji bosanskog bana Stjepana I. Kotromanića (1322. – 1353.) iz 1322. godine, prvi je pisani spomen veze Usore sa Solima s istočnohrvatskom državi u Vrhbosni. U tom vrelu spominje se kao gospodin vsem zemljam bosanskim i Soli i Usore. Za njegovo vladavine Soli i Usora se konačno spajaju u jednu jedinicu. Vrijeme dolaska na vlast Stjepana II. Kotromanića je obilježeno teritorijalnim širenjem i postupnim učvršćivanjem banove vlasti. Već u prvim godinama vladavine Stjepana II. Kotromanića, njegova je banovina obuhvaćala prostran i određen teritorij.
Iako je Stjepan II. Kotromanić bio ugarski vazal, često je isticao svoju moć, što se može vidjeti s natpisa njegova većeg pečata na kojem je urezano na vanjskom vijencu: "Pečat go(spo)di(n)a Stipana bana svobodnog g(ospodi)na vse zemlje bos'nske". Na unutarnjem vijencu je urezano: "Usorske, Sol'ske i Dolne Krai(n)ske i vse zemlje humske". Na osnovu ovoga pečata, može se zaključiti kako je Stjepan II. Kotromanić učvrstio svoju vlast nad Usorom sa Solima. U ovom se razdoblju utjecaj kralja u Usori i Solima sveo na minimum.
Pitanje župa Usore i Soli, stare banovine Usorske sa Solima, ponovno je aktualizirano nakon smrti prvog bosanskog kralja Tvrtka I. Kotromanića 1391. Tada su Usora i Soli ponovno postale predmet zanimanja za hrvatsko-ugarske središnje vlasti, koja je nastavila staru politiku dodjeljivanja ovoga teritorija svojim podanicima.

## Osmansko osvajanje
Druga polovica 15. stoljeća u Kraljevini Bosni je obilježena međusobnim sukobima plemstva i kralja što je doprinijelo slabljenju države. Tome su doprinijele i Osmanlije, koje su započele s prvim pljačkaškim upadima još 1386.
Razni plemići su u međusobnim borbama često pozivali Osmanlije u pomoć, koji su te pozive vješto koristili za ostvarivanje svojih ciljeva, doprinoseći još više bezvlašću. Naime, plemstvo je zbog čestih međusobnih ratova često plaćala osmansku vojsku, koja se borila za njihove interese. Time su sami plaćali uništenje vlastite države.
Osmanlije su iz ovih vojnih pothvata imali znatne koristi jer su unaprijed znali kakva je politička situacija vladala. Tako su samo čekali povoljan trenutak za napad. Pod izgovorom da bosanski kralj Stjepan Tomašević (1461. – 1463.) nije platio sultanu Mehmedu II. godišnji danak, Osmanlije su odlučile da osvojiti malu kraljevinu. Osmanski vojni pohod je započeo u proljeće 1463., a predvodio ga je sultan Mehmed II. i veliki vezir Mahmud-paša Anđelović.
Prvo do tada poznato spominjanje ovoga područja u osmanskim dokumentimaje zabilježeno 1463., upravo u vrijeme osmanskog osvajanja Vrhbosne. Naime, kada je sultan Mehmed II. na svom putu prema Bosni "...došao u Vučitrn stigao mu je ulak od Ali-bega i javio da je bosanski kralj spalio Agac Hisar (Drveni Grad)". Iz ovoga se može pretpostaviti da je Stjepan Tomašević vodio borbe na ovom području s Osmanlijama i da je prilikom potiskivanja Osmanlija spalio Agac Hisar.
Stjepan Tomašević prilikom daljnjih napada Osmanlija pobjegao u grad Ključ, nastojeći pripremiti obranu. Grad je okružio veliki vezir Mahmud-paša Anđelović, koji isprva nije znao da se u Ključu nalazi i kralj. Kada je Anđelović saznao za tu vijest, ponudio je da će mu poštediti život ako se preda. Čim se kralj predao, veliki vezir ga je doveo pred sultana. Sultan mu je slobodu ako zapovjedi posadama bosanskih gradova da se predaju. Tako se određeni broj gradova predao, dok se drugi dio i dalje branio. Kada je sultan postigao što je htio, prekršio je svoje obećanje i pogubio kralja Stjepana Tomaševića u Jajcu.
Pad Vrhbosne je imao za posljedicu da su europske sile tek tada shvatile što su izgubile i da su one izravno na udaru Osmanlija. Osobito je na udaru bilo Hrvatsko-Ugarsko Kraljevstvo i mletački posjedi u Dalmaciji. Zbog takve se situacije, kralj Matija Korvin odlučno suprostavlja Osmanlijama nastojeći vratiti što više izgubljenog teritorija svojoj kruni. Tako je u suradnji s Mletačkom Republikom sklopio sporazum u cilju zajedničkog napada na Osmanlije.
Hrvatsko-ugarski kralj je u tim vojnim akcijama 1464. uspio zauzeti Usoru i Soli, kao i Donje Kraje te nastavio daljnja kretanja prema Srebreniku i Jajcu. Tu je formirao obrambene banovine: Jajačku i Srebreničku. Usora sa Solima istočno od rijeke Bosne su postale dijelom Srebreničke banovine, a manji dio Usore zapadno od te rijeke dijelom Jajačke banovine. Srebrenička banovina je pala pod osmansku vlast 1520, a Jajačka 1528.

## Crkva sv. Ilije u Modriči
Jedna od najljepših crkava u srednjovjekovnoj Bosni bila je ona sv. Ilije u Modriči na desnoj strani donje Bosne. U njoj se vjenčao ban Tvrtko I. godine 1374. Po svoj prilici, ta je crkva s franjevačkim samostanom bila njegova zadužbina, koju je ban Tvrtko sagradio nešto prije svoga vjenčanja. Godine 1579. Turci su zapalili ovu crkvu zajedno s franjevačkim samostanom i nisu dopustili, da se obnovi. Bosanski biskup Baličević piše godine 1600. da je ta crkva bez krova. Pavao Rovinjanin, službeni pohoditelj franjevačke provincije u Bosni, piše o ruševinama te crkve u svom izvještaju godine 1640.:
»Samostan u Modriči je najtješnji i najtužniji u ovoj provinciji... U samostanu ima mala podzemna nazovi crkvica... Ali na jednu milju daleko ima prekrasan hram, veći nego crkva u Kopru, sa stupovnom galerijom unu tra unaokolo crkve.«
U svom izvješću Propagandi godine 1675. bosanski biskup fra Nikola Ogramić govori o "širini i visini" i o "umjetnosti neopisive vrijednosti" te crkve. Na koncu nadodaje, da je godine 1663. rijeka Bosna promijenila svoje korito na desnu stranu i odnijela crkvu sv. Ilije s okolnim zemljištem.

## Unutarnje poveznice
- Istočnohrvatska država u Bosni
  - Vrhbosna, Završje, Donji krajevi, Zahumlje, Travunja, Podrinje